# Mathias Höner

Mathias Höner

Mathias Höner (* 10. November 1883 in Obermendig; † 7. November 1923) war ein deutscher Politiker (Zentrum).

## Leben und Wirken
Nach dem Besuch der Volksschule in Obermendig erlernte Höner das Steinmetzhandwerk. 1908 heiratete er. Von 1903 bis 1905 gehörte Höner dem 1. Infanterieregiment 8 in Schlettstadt an.
Ab 1912 war Höner für den Zentralverband Christlicher Keramiker und Steinarbeiter tätig. Von 1914 bis 1918 nahm Höner am Ersten Weltkrieg teil, in dem er verwundet und kriegsbeschädigt wurde. Im Oktober 1919 wurde Höner Vorsitzender des Berufsverbandes Deutscher Steinarbeiter. Außerdem wurde er Gewerkschaftssekretär in Altenkirchen Westerwald.
Bei der Reichstagswahl vom Juni 1920 wurde Höner in den Reichstag gewählt, in dem er bis zu seinem Tod im November 1923 den Wahlkreis 21 (Hessen-Nassau) vertrat. Anschließend wurde Höners Mandat bis zum Ende der Legislaturperiode von Paul Jungblut fortgeführt.
Höners Nachlass wird heute im Archiv der Historischen Kommission zu Berlin im Archiv der sozialen Demokratie aufbewahrt. Er umfasst 0,1 laufende Meter und beinhaltet Material aus den Jahren 1918 bis 1935.